# Movistar eSports Ubeat
Movistar eSports Ubeat fue un canal de televisión por suscripción latinoamericano, propiedad de Telefónica conjuntamente con Mediapro, dedicado a los deportes electrónicos disponible en el servicio OTT Movistar Play de Movistar TV en América Latina. El canal inició sus emisiones el 13 de septiembre de 2018 con el nombre de Movistar eSports y fue relanzado el 17 de junio de 2019 añadiendo contenido de Ubeat. El canal cesó sus emisiones el 25 de mayo de 2020.

## Historia
El 13 de septiembre de 2018, Telefónica lanzó el canal Movistar eSports en Latinoamérica para los clientes de Movistar TV.
El 17 de junio de 2019, Mediapro llegó a un acuerdo con Telefónica para hacerse con la mitad del canal, incluyendo contenido de Ubeat.
El canal emitía la Liga de Videojuegos Profesional.
Cesó sus emisiones el 25 de mayo del 2020.

## Logotipos

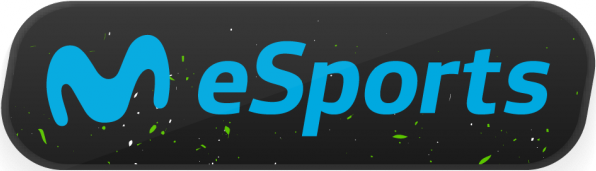
2018-2020